# Daniel Persson Askman
Daniel Persson Askman var skarprättare i Stockholm åren 1683-1695. Han var vid sitt avsked 1695 fortsatt i livet, vilket tyder på att han inte avled på sin post när han efterträddes av Jöns Johansson Dundervall.